# 金英椿
金 英椿（キム・ヨンチュン、朝鮮語: 김영춘、1918年6月29日 - 2006年2月22日）は、大韓民国の歌手。
本名は金 宗才（キム・ジョンジェ、김종재）。
1918年6月29日、日本統治時代の朝鮮で慶尚南道の金海に生まれた。1932年に金海農業高等学校（現: 金海生命科学高等学校）を卒業し、コロムビア・レコードの専属歌手となった後、
もとは新派劇であり、のちに映画となった「愛にだまされ金に泣き（原文: 사랑에 속고 돈에 울고）」の主題歌である「紅桃よ泣くな（原文: 홍도야 우〈울〉지 마라）」で人気を博した。
交通事故の後遺症により闘病していたが、2006年2月22日、88歳で亡くなった。